# Vela nos Jogos Pan-Americanos de 2003 - Hobie Cat 16
As regatas da classe Hobbie Cat 16 da vela nos Jogos Pan-Americanos de 2003 foram disputadas em Santo Domingo, República Dominicana.

## Medalhistas
| Ouro   | PUR Enrique Figueroa e Carla Malatrasi |
| Prata  | MEX Armando Noriega e Pamela Noriega   |
| Bronze | GUA Juan Maegli e Andrés López         |

## Resultados
| Pos.              | Velejador                          | Nacionalidade            | Regata | Regata | Regata | Regata | Regata | Regata | Regata | Regata | Regata | Regata | Regata | Regata | Total Pontos | Pontuação final |
| Pos.              | Velejador                          | Nacionalidade            | 1      | 2      | 3      | 4      | 5      | 6      | 7      | 8      | 9      | 10     | 11     | 12     | Total Pontos | Pontuação final |
| ----------------- | ---------------------------------- | ------------------------ | ------ | ------ | ------ | ------ | ------ | ------ | ------ | ------ | ------ | ------ | ------ | ------ | ------------ | --------------- |
| Medalha de ouro   | Enrique Figueroa Carla Malatrasi   | PUR Porto Rico           | (2)    | (2)    | 1      | 1      | 1      | 1      | 1      | 1      | 1      | 1      | 1      | 1      | 14           | 10              |
| Medalha de prata  | Armando Noriega Pamela Noriega     | MEX México               | (7)    | 1      | 4      | 2      | 2      | 3      | 4      | 2      | (5)    | 2      | 2      | 2      | 36           | 24              |
| Medalha de bronze | Juan Maegli Andrés López           | GUA Guatemala            | 3      | 3      | 2      | 3      | 4      | (5)    | 3      | 3      | 2      | 4      | (5)    | 3      | 40           | 30              |
| 4                 | Bernardo Ardnt Renata Meneghelo    | BRA Brasil               | 1      | 4      | (5)    | 4      | 3      | 2      | 2      | 4      | 4      | 3      | 4      | (5)    | 41           | 31              |
| 5                 | Miguel Saubidet Christian Peterson | ARG Argentina            | 4      | (8)    | 6      | (8)    | 6      | 7      | 5      | 7      | 3      | 5      | 3      | 4      | 66           | 50              |
| 6                 | Paul Hess Mary Ann Hess            | USA Estados Unidos       | 5      | 6      | 3      | 6      | 5      | 4      | (8)    | (8)    | 8      | 7      | 6      | 7      | 73           | 57              |
| 7                 | Dan Borg Karen Xavier              | CAN Canadá               | (8)    | 7      | (8)    | 5      | 7      | 6      | 6      | 6      | 7      | 6      | 7      | 6      | 79           | 63              |
| 8                 | Christian Cabral Alberto Abreu     | DOM República Dominicana | 6      | (9)    | 7      | 7      | 8      | (9)    | 7      | 5      | 9      | 8      | 8      | 9      | 92           | 74              |
| 9                 | Johann Keller Alfonso Gutierrez    | CHI Chile                | (9)    | 5      | (9)    | 9      | 9      | 8      | 9      | 9      | 6      | 9      | 9      | 8      | 99           | 81              |

Legenda
| Recorde mundial      | Recorde mundial (World record)               |                       | Recorde africano                      | Recorde africano (African) |                                           | Q | Classificado por posição (Qualified) |
| Recorde olímpico     | Recorde olímpico (Olympic record)            | Recorde da América    | Recorde da América (Americas)         | q                          | Classificado por melhor tempo (Qualified) |   |                                      |
| Melhor marca do ano  | Melhor marca do ano (World leading)          | Recorde asiático      | Recorde asiático (Asian)              | DNS                        | Não largou (Did not start)                |   |                                      |
| Recorde nacional     | Recorde nacional (National record)           | Recorde europeu       | Recorde europeu (European)            | DNF                        | Não terminou (Did not finish)             |   |                                      |
| Recorde pessoal      | Recorde pessoal do atleta (Personal best)    | Recorde da Oceania    | Recorde da Oceania (Oceania)          | DSQ / DQ                   | Desclassificado (Disqualified)            |   |                                      |
| Recorde da temporada | Recorde da temporada do atleta (Season best) | Recorde sul-americano | Recorde sul-americano (South America) | NM                         | Sem marca (No mark)                       |   |                                      |

### Vela
| M   | Regata da Medalha da qual só participam os dez primeiros colocados das regatas anteriores  |  |  | CAN | Regata cancelada |
| BFD | Desclassificado por bandeira preta (Black Flag Disqualified)                               |  |  |     |                  |
| UFD | Desclassificado por bandeira "U" (U Flag Disqualified)                                     |  |  |     |                  |
| OCS | Largada queimada (On the Course Side of the starting line)                                 |  |  |     |                  |
| DNE | Desclassificação sem eliminação (infração a um item do regulamento da prova – Did Not End) |  |  |     |                  |